# Birgitta Dahl
Rut Birgitta Dahl, född 20 september 1937 i Råda församling i Göteborgs och Bohus län, död 26 november 2024 i Gamla Uppsala distrikt i Uppsala län, var en svensk politiker (socialdemokrat), som var riksdagsledamot i 33 år från 1969 till 2002. Hon var biträdande industriminister (energiminister) 1982–1986, miljö- och energiminister 1986–1990, miljöminister 1990–1991 samt slutligen riksdagens talman 1994–2002. Dahl var också ledamot av socialdemokratiska partiets verkställande utskott 1990 till 1996 och ordförande för Unicef Sverige mellan 2005 och 2011.

## Biografi
Birgitta Dahl föddes i nuvarande Härryda kommun i  Västergötland i anslutning till Wendelsbergs folkhögskola. Fadern som var folkhögskolerektor och modern som var lanthushållslärare var båda folkpartister och aktiva i nykterhetsrörelsen. Hon kom sedan att växa upp i Storvik, Västerås och Vallentuna. På 1950-talet flyttade hon till Uppsala för akademiska studier. Dahl studerade nordiska språk, historia och statskunskap vid Uppsala universitet och blev filosofie kandidat 1960. Under studietiden var Dahl aktiv i styrelsen för både Uppsala studentkår och Sveriges förenade studentkårer, i båda fallen som ansvarig för sociala frågor. I Uppsalakårens sociala utskott var Anna-Greta Leijon sekreterare under samma period. 
Efter studietiden blev Dahl förste byråsekreterare vid SIDA 1964–1968, kursassistent på Nordiska Afrikainstitutet 1964–1965 samt var anställd vid Dag Hammarskjölds Minnesfond 1965–1967. Hon var vidare ordförande för Svenska kommittén för Vietnam 1971–1977.
1975 skrev Dahl en egen motion och stred för den i riksdagen om att bygga ut barnomsorgen till full behovstäckning, vilket beslutades tio år senare, 1985. Under många år kämpade hon också bland annat för att införa delad föräldraförsäkring, i stället för moderskapsförsäkring, vilket beslutades 1974, för ett förbud mot barnaga, vilket beslutades 1979, och för att verkställa kriminalisering av våldtäkt inom äktenskapet, som ingen i Sverige dömts för förrän 1984 trots att det varit kriminaliserat sedan 1965.
Vid 1980 års folkomröstning om kärnkraft var Dahl en av ledarna för Linje 2. Sedan Socialdemokraterna återfått regeringsmakten efter valet 1982 lade hon som ny energiminister mycket kraft på att upprätthålla trovärdigheten i Linje 2:s slogan "Avveckling, men med förnuft" genom satsning på alternativ elproduktion (även kolkraft och naturgas) och genom riksdagsbeslut om avveckling av två reaktorer. Detta beslut som hon beskrev som "oåterkalleligt" hade uttalat stöd av statsminister Ingvar Carlsson, finansminister Kjell-Olof Feldt och av en stor riksdagsmajoritet (s, vpk, mp och c). Efter omfattande lobbying och opinionsbildning 1989 revs beslutet ändå upp, och i januari 1990 fick Dahl lämna ifrån sig energiministerposten till den kärnkraftsvänlige Rune Molin, som kom från LO.
Under tiden som energiminister var Dahl även upphovsman till Lagen om kärnteknisk verksamhet, som trädde i kraft 1984 och bland annat förbjöd såväl uppförande som planering av nya kärnreaktorer i Sverige, men som inte innebar några restriktioner mot forskning om och utveckling eller export av kärnkraft.
När Ingvar Carlsson blev ny statsminister 1986 utsågs Dahl även till miljöminister och hon var således 1986–1990 både miljö- och energiminister. Från januari 1990 till att Socialdemokraterna förlorade valet 1991 var hon enbart miljöminister. Som miljöminister var hon bland annat med och drev igenom förbudet mot användande av freoner, som tidigare varit vanliga i bland annat kylanläggningar. 
Under Socialdemokraternas tid i opposition 1991–1994 var Dahl partiets talesperson i välfärdsfrågor. Hon var under denna tid ledamot i socialförsäkringsutskottet, 1993–1994 också utskottets vice ordförande.
År 1994 blev Dahl Sveriges riksdags talman. Hon valdes 1998 även för en andra mandatperiod på posten. I mars 2001 meddelade hon att hon inte skulle kandidera för omval i riksdagsvalet 2002.
År 1997 publicerades Per Ahlmarks bok Det öppna såret, där bland annat Dahls tidigare positiva uttalanden om Röda khmererna och om att folkmordet i Kambodja inte skulle ha ägt rum uppmärksammades. Detta ledde till en debatt om Dahls demokratiska trovärdighet och lämplighet som talman i riksdagen. Dahl har i efterhand sagt att hon varit plågad över att hon inte i tid "förstod Kambodjafrågan".

## Familj
Birgitta Dahl var dotter till folkhögskolerektor Sven Dahl och hans första hustru hushållsläraren Anna-Britta, född Axelsson. Hon var först gift med fil. mag. Bengt Kettner och därefter med Enn Kokk från 1986 till hans död 2019. I första äktenskapet fick hon dottern Anna Kettner (född 1961) och i andra giftet barnen Kerstin Kokk (född 1969) och psykologen Matti Dahl (född 1973).
Birgitta Dahl är gravsatt på Uppsala gamla kyrkogård.

## Utmärkelser
- Medaljen Illis Quorum i guld av 18:e storleken (2003)